# Magyarországi Metodista Egyház
A magyarországi metodisták a hazai protestáns kisegyházak sorában a wesleyánus teológiai gondolkodás képviselői. Tanításuk középpontjában a Jézus Krisztusba vetett hit általi üdvösség, az isteni kegyelemből való megigazulás áll. Metodista hangsúly a Szentlélek megszentelő munkájáról és a szeretet által munkálkodó hitről szóló tanítás, amely a szociális szolgálatok iránti elkötelezettségben fejeződik ki. 
Magyarországon első ízben 1857-ben járt metodista püspök, a hazai metodista misszió kezdő dátuma 1898.

## Történeti háttér
A metodista egyház a 18. században jött létre az anglikán egyházon belüli vallási-megújulási mozgalomként. A szegények és elesettek felkarolásával sokakban felébresztette a társadalmi szolidaritás és felelősségvállalás gondolatát. A metodista mozgalom csak vezetője, John Wesley halála után (1791), a körülmények kényszerítő hatására vált ki az anglikán egyházból. Ma 108 országban mintegy 75 millió metodista él.

## Magyarországi metodista munka
Magyarországon 1898 óta van jelen a metodista egyház, az első metodista prédikátor (Robert Möller) Ausztriából érkezett a soknemzetiségű Bácska német közösségeinek meghívására. A fővárosban 1905-ben indult meg a metodista misszió (Otto Melle). A Budapesten születő gyülekezet a Trianon utáni Magyarország egyetlen metodista közössége maradt. A két világháború utáni ébredések során azonban az egyház szolgálata országosan kiterjedt, így napjainkra 11 körzetben mintegy 40 gyülekezeti helyen láthat el rendszeres szolgálatot.
A rendszerváltás előtt Iványi Tibor vezetésével vált ki belőle egy csoport, amely 1981-ben megalapította a Magyarországi Evangéliumi Testvérközösséget. Az Evangéliumi Testvérközösség többek között az Oltalom Karitativ Egyesület és a Wesley János Lelkészképző Főiskola fenntartója.

## Metodista lelkiség
A metodisták a tanítás és a hitélet egyedüli zsinórmértékéül a Szentírást ismerik el. Más keresztyén egyházakkal és felekezetekkel egyetértésben vallják, hogy az üdvösségre jutáshoz egyedül Jézus Krisztus engesztelő áldozatának elfogadása szükséges. A keresztség, úrvacsora, ünnepnapok, étkezések és gyülekezeti szokások tekintetében a más felekezetű közösségek szokásait a keresztyén szabadság jegyében tiszteletben tartja. Hiszi, hogy egyetlen egyház vagy felekezet sem léphet föl az egyedül üdvözítő közösség igényével.

## Körzeti rendszer
A Magyarországi Metodista Egyház körzeti rendszere jelenleg 11 körzetben mintegy 40 gyülekezetből épül fel. A körzetnek a felügyelő lelkész a felelőse, a körzet vezető testülete a Körzeti Konferencia, amely évente legalább egyszer ülésezik. Az ülésen a szuperintendens elnököl. A körzeti konferenciák közötti időszakban a Körzeti Elöljáróság hoz döntéseket. A metodista gyülekezetek az egymás felé végzett szolgálatnak, a lelki növekedésnek Krisztus által adott keretét jelentik. A metodista istentiszteletek liturgiája egyszerű, az összejöveteleket a családias légkör és korszerű, de hagyományos értékeket őrző gondolatok jellemzik. Az egyház 11 körzete:
- Budakeszi Körzet; központi gyülekezete a Budakeszi Metodista Gyülekezet
- Budapest - Óbudai Körzet
- Budapest - Pesti Körzet
- Dombóvári Körzet
- Kaposvári Körzet
- Nyíregyházi Körzet
- Miskolci Körzet
- Pécs-hidasi Körzet
- Szegedi Körzet
- Szekszárdi Körzet
- Szolnoki Körzet

## Szuperintendensek
- Carl Schell (1898–1901)
- Wilhelm Michael Schütz (1901–1907)
- Melle Ottó (1907–1920)
- Funk Márton (1921–1931)
- Tessényi-Jakob János (1931–1948)
- Szécsey János (1948–1956)
- Hecker Ádám (1957–1974)
- Dr. Hecker Frigyes (1974–1996)
- Csernák István (1996–2016)
- Dr. Khaled A. László (2016-

## Püspökök
- John Heyl Vincent (1900–1904)
- William Burt (1904–1912)
- John Louis Nuelsen (1912–1940)
- William Walter Peele (1940–1941)
- Arthur James Moore (1941–1944)
- Paul Neff Garber (1944–1952)
- Arthur James Moore (1952–1954)
- Ferdinand Sigg (1954–1965)
- Paul Neff Garber és Ralph Edward Dodge (1965–1966)
- Franz Werner Schaefer (1966–1989)
- Heinrich Bolleter (1989–2006)
- Patrick Streiff (2006–)

Lásd még:
Az Egyesült Metodista Egyház püspökeinek listája